# Meridiano 178 W
O meridiano 178 W é um meridiano que, partindo do Polo Norte, atravessa o Oceano Ártico, Ásia, Oceano Pacífico, Oceano Antártico, Antártida e chega ao Polo Sul. Forma um círculo máximo com o meridiano 2 E.
Começando no Polo Norte, o meridiano 178º Oeste tem os seguintes cruzamentos:
| País, território ou mar | Notas                                                                                             |
| ----------------------- | ------------------------------------------------------------------------------------------------- |
| Oceano Ártico           |                                                                                                   |
| Rússia                  | Okrug Autónomo de Chukotka - Ilha de Wrangel                                                      |
| Mar de Chukchi          |                                                                                                   |
| Rússia                  | Okrug Autónomo de Chukotka                                                                        |
| Mar de Bering           |                                                                                                   |
| Estados Unidos          | Ilha Tanaga, Alasca                                                                               |
| Oceano Pacífico         | Passa a leste do Atol Kure, Havai, Estados Unidos · Passa a leste da Ilha Futuna, Wallis e Futuna |
| Wallis e Futuna         | Ilha Alofi                                                                                        |
| Oceano Pacífico         | Passa a leste da Ilha Vatoa, Fiji · Passa a oeste da Ilha Raoul, Nova Zelândia                    |
| Oceano Antártico        |                                                                                                   |
| Antártida               | Dependência de Ross, reivindicada pela Nova Zelândia                                              |